# 高山市立久々野中学校
高山市立久々野中学校 （たかやましりつ くぐのちゅうがっこう）は、岐阜県高山市にある公立中学校。
校区は高山市久々野町全域（旧・大野郡久々野町）である。

## 沿革
現在の久々野中学校は、1960年に従来の久々野中学校と大西中学校、渚中学校が統合し、新設された中学校である。ここでは1960年までの久々野中学校を久々野中学校〈旧〉と表記する。
- 1947年（昭和22年）4月 - 久々野立久々野中学校〈旧〉として開校。久々野小学校との併設校。
- 1951年（昭和26年）4月1日 - 町制施行し、久々野町となる。同時に久々野町立久々野中学校〈旧〉に改称する。
- 1952年（昭和27年） - 久々野町の3つの中学校（久々野中・大西中・渚中）の統合が計画される。
- 1959年（昭和34年）7月21日 - 久々野町議会が統合中学校の建設を議決。久々野町統合中学校建設委員会が発足。
- 1960年（昭和35年）4月 - 久々野中学校〈旧〉と大西中学区と渚中学校を統合し、久々野町立久々野中学校を新設する。名目上の統合であり、久々野中学校〈旧〉を久々野分教室、大西中学校を大西分教場、渚中学校を渚分教場とする。
- 1962年（昭和37年）11月17日 - 現在地に校舎が完成。久々野分教室、渚分教室、大西分教室を廃止。
- 1980年（昭和55年） - 校舎の大規模改修を行う（1984年まで）。
- 2005年（平成17年）
  - 2月1日 - 久々野町が高山市に編入される。同時に高山市立久々野中学校に改称する。
  - 4月 - 現在の校舎を新築。

## 周辺
- JR高山本線久々野駅
- 堂之上遺跡
- 久々野歴史民俗資料館
- 高山市立久々野小学校
- 高山市消防本部大野分署
- 久々野八幡神社
- ゲンキー久々野店
- 国道41号線
- 岐阜県道87号久々野朝日線